# Kanton Angoulême-Nord
Der Kanton Angoulême-Nord war von 1982 bis 2015 ein französischer Wahlkreis im Département Charente und in der damaligen Region Poitou-Charentes. Er umfasste einen Teil der Stadt Angoulême im Arrondissement Angoulême. Die landesweiten Änderungen in der Zusammensetzung der Kantone brachten im März 2015 seine Auflösung. Vertreter im Conseil Régional war zuletzt für die Jahre 2004–2015 Frédéric Sardin. 

## Bevölkerungsentwicklung
| 1990   | 1999   | 2006   | 2011   |
| ------ | ------ | ------ | ------ |
| 13.218 | 13.727 | 13.601 | 13.895 |